# Lerchea
Lerchea é um género botânico pertencente à família Rubiaceae.

## Espécies
- Lerchea altissima
- Lerchea baccata
- Lerchea beccariana
- Lerchea bracteata
- Lerchea calceoliformis
- Lerchea calycina
- Lerchea capitata
- Lerchea conferta
- Lerchea corniculata
- Lerchea corymbosa
- Lerchea divaricata
- Lerchea fruticosa
- Lerchea fruticulosa
- Lerchea heterocarpa
- Lerchea heterophylla
- Lerchea hortensis
- Lerchea interrupta
- Lerchea linifolia
- Lerchea longicauda
- Lerchea maritima
- Lerchea micrantha
- Lerchea microphylla
- Lerchea microsperma
- Lerchea monoica
- Lerchea obtusifolia
- Lerchea paniculata
- Lerchea parviflora
- Lerchea patagonica
- Lerchea physophora
- Lerchea pterantha
- Lerchea salsa
- Lerchea sinica
- Lerchea spicata
- Lerchea vermiculata

1. ↑  «Lerchea — World Flora Online». www.worldfloraonline.org. Consultado em 19 de agosto de 2020